# 厨二くんを誰か止めて!
『厨二くんを誰か止めて!』（ちゅうじくんをだれかとめて）は、サンカクヘッドによる日本の漫画作品。『月刊ドラゴンエイジ』（富士見書房）にて2011年6月号から2012年12月号まで連載。

## ストーリー
現実では実現不可能に近い異能のある生活に憧れる、つまりは重度の中二病な少年、厨二を中心としたドタバタコメディ。

## 登場人物
本間 厨二（ほんま ちゅうじ）
物語の主人公。16歳の高校二年生ながら、度し難い中二病の少年。赤いハチマキにマント、意味もなく両腕に巻かれた包帯がトレードマーク。
「真羅・螺旋剣・シリウス」（しんら らせんけん - ）通称「シリウス」という異名を持つ、と自ら設定付けている。ちなみにシリウスの名称は本間家では公認であり、ライトノベル作家の父親や専業主婦の母親とともに、家族ぐるみで厨二設定による日常会話がなされている。さらにシグマという別人格もある。
『干物妹!うまるちゃん』第5巻の描き下ろしエピソードではアレックスのチャット友達として1コマだけ登場する。
五十嵐 なつみ（いがらし なつみ）
約10年ぶりに再会した厨二の幼馴染。母親が仕事の都合でヨーロッパへ行っているため、厨二の両親が経営するアパートに下宿する（父親の存在は不明）。極めて常識人で、厨二らの痛い言動にツッコミを入れる役回り。料理は下手。
山田 純（やまだ じゅん）
厨二同様、なつみの幼馴染で10年ぶりになつみと再会した同級生（クラスは違う）。超能力を信じていてドS。厨二の中二病的言動を、信じているを振りをしてからかって遊んでいる。生徒会長でもある。
新谷 紺（あらや こん）
厨二、なつみの同級生。あだ名はアラヤ。ショートカットの普通の女の子。厨二の中二病に慣れきっている。
本間 神保（ほんま じんぼ）
厨二の妹。自分を異常に溺愛する父親が嫌いでいつも身を隠している。小柄でまったくそうは見えないが中学一年生。発明好きでマッドサイエンティストの気がある。
本間 一太郎（ほんま いちたろう）
厨二の父。ライトノベル作家。
本間 のの子（ほんま ののこ）
厨二の母。

## 単行本
- 2012年6月9日 ISBN 978-4-04-712802-6
- 2012年11月9日 ISBN 978-4-04-712839-2

単行本は既刊2巻で刊行を終了しており、雑誌掲載分の一部が未収録となっている。ストーリー上は第2巻で完結の形がとられているが、富士見書房の公式ウェブサイトや特設ページにおいて「全2巻」とは明記されていない。